# 森レイ子
森 レイ子（もり れいこ、1986年5月4日 - ）は日本の女優。
大阪府出身。株式会社ステッカーを経て、MUKU所属。

## 出演

### テレビドラマ
- 食の軍師 第12話（2015年6月17日、TOKYO MX） - うなぎ屋女性店員 役
- 警視庁ゼロ係〜生活安全課なんでも相談室〜 第2話（2016年1月22日、テレビ東京） - 麻田さやかの母 役
- 土曜ワイド劇場 ショカツの女12（2016年7月9日、朝日放送） - 仲根早織 役
- 連続ドラマW「北斗 -ある殺人者の回心-」（2017年、WOWOW）- 女教師 役
- 癒されたい男 （2019年4月11日、テレビ東京）第1話 - 人妻ムレ子 役
- 贋作 男はつらいよ (2020年01月05日、NHK) 第1話 - みどり 役
- 前科者 -新米保護司・阿川佳代-（2021年12月、WOWOW） - 今野聡美 役
- PORTAL-X 〜ドアの向こうの観察記録〜 第2話（2024年1月19日、WOWOW） - 大仁田ラン 役[1]

### テレビアニメ
- 闇芝居（2022年1月、テレビ東京）[2]

### 映画
- 花の袋（2008年6月22日公開） - 主演：大西宏美 役
- ライク・サムワン・イン・ラブ（2012年9月15日公開） - なぎさ 役
- ローリング（2015年）
- 世界から猫が消えたなら（2016年）
- 第九条（2016年7月2日公開、宮本正樹監督）[3][4]
- ぶぶ漬けどうどす（2025年6月6日） - 松原伽耶子 役[5][6]

### CM
- 三交ホーム(2015年-)

### 舞台
- 20世紀少年少女唱歌集（2010年5月7日 - 9日、文学座アトリエ） - 秋江 役
- 萩家の三姉妹（2010年11月） - 南ちはる 役
- キル（2011年2月） - シルク 役
- 友達（2011年7月） - 長女 役
- OUR COUNTRY'S GOOD（2012年1月） - メアリーブレナム 役
- ルーマーズ 口から耳へ、耳から口へ（2012年10月18日 - 11月4日、ル テアトル銀座 by PARCO） - コニー・パドニー巡査 役
- 天守物語（2024年8月）[7]

### 教養番組
- BS民放5局開局15周年共同特別番組「バック・トゥ・ザ21世紀〜気づけば未来があふれてた〜」（2015年12月〜2016年1月、BS日テレ・BS朝日・BS-TBS・BSジャパン・BSフジ）[8]